# Нижнерейнская музыкальная газета
«Нижнерейнская музыкальная газета» (нем. Niederrheinische Musik-Zeitung für Kunstfreunde und Künstler) — немецкое еженедельное издание, выходившее в 1853—1867 гг. в Кёльне. Бессменным издателем и редактором газеты был Людвиг Бишоф, через три месяца после его смерти газета закрылась.
Преимущественно газета писала о региональных музыкальных событиях, однако помещала корреспонденции и из других немецких городов, европейских музыкальных столиц. Среди корреспондентов газеты были Антон Шиндлер (Франкфурт-на-Майне), Густав Энгель (Берлин), Генрих Карл Брайденштайн (Бонн), Эдуард Доктор (Мюнхен). Отдельные материалы поместили в газете, в частности, Фридрих Кризандер, Отто Ян, Иммануэль Файст, Оскар Пауль, Луи Киндшер и другие. Перепечатывались из других изданий статьи Франсуа Жозефа Фети и Эдуарда Ганслика.
Общее направление газеты было довольно консервативным, предпочтения её редактора, авторов и читателей находились, в целом, в диапазоне от Бетховена до Мендельсона. Газета и лично Бишоф вели, в частности, борьбу против Рихарда Вагнера.